# 373 (szám)
A 373 (római számmal: CCCLXXIII) egy természetes szám, prímszám.

## A szám a matematikában
A tízes számrendszerbeli 373-as a kettes számrendszerben 101110101, a nyolcas számrendszerben 565, a tizenhatos számrendszerben 175 alakban írható fel.
A 373 páratlan szám, prímszám. Normálalakban a 3,73 · 102 szorzattal írható fel.
Kiegyensúlyozott prím.
A 373 négyzete 139 129, köbe 51 895 117, négyzetgyöke 19,31321, köbgyöke 7,19840, reciproka 0,0026810. A 373 egység sugarú kör kerülete 2343,62812 egység, területe 437 086,64430 területegység; a 373 egység sugarú gömb térfogata 217 377 757,8 térfogategység.